# Karl Salvator av Toscana

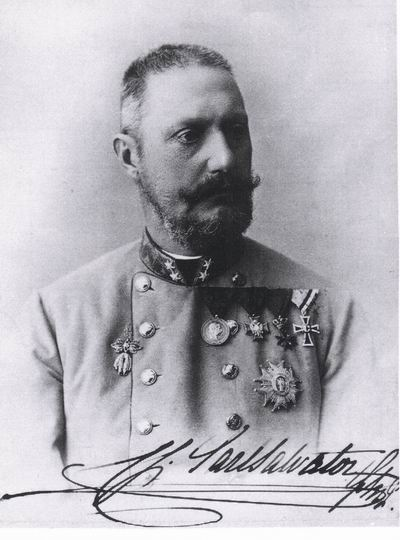
Karl Salvator

Karl Salvator av Toscana, Maria Giuseppe Giovanni Battista Filippo Jacopo Gennaro Lodovico Gonzaga Raniero, född 30 april 1839 i Florens, död 18 januari 1892 i Wien, var en österrikisk fältmarskalklöjtnant, vapentekniker och -designer.
Son till Leopold II av Toscana.
Gift 1861 med Maria Immaculata av Bägge Sicilierna (1844-1899), dotter till Ferdinand II av Bägge Sicilierna (1810-1859).
Barn: 
- Maria Theresia (1862-1933); gift 1886 med Karl Stefan av Österrike (1860-1933)
- Leopold Salvator av Toscana (1863-1931); gift 1889 med Blanca, infanta av Spanien (1868-1949)
- Frans Salvator av Toscana (1866-1939); gift 1:o 1890 med ärkehertiginnan Marie Valerie av Österrike , (1868-1924); gift 2:o (morganatiskt) 1934 med Melanie von Riesenfels (1898-1984)
- Karolina (1869-1945); gift 1894 med August Leopold av Sachsen-Coburg-Gotha (1867-1922)
- Albrecht Salvator (1871-1896)
- Marie Antoinette (1874-1891)
- Maria Immakulata (1878-1968); gift 1900 med hertig Robert av Württemberg (1873-1947)
- Rainer Salvator (1880-1889)
- Henriette Maria (1884-1886)
- Ferdinand Salvator (1888-1891)

Det sägs att kejsar Frans Josef I av Österrike hade som vana att ge ett pärlhalsband till den populära Maria Immaculata, var gång hon nedkom med ett barn.